# 羅盤座ζ
羅盤座ζ，又名CD-29 6544，HD 73898、SAO 176253、HR 3433，是羅盤座的一颗恒星，视星等为4.89，位于銀經251.59，銀緯7.31，其B1900.0坐标为赤經8h 35m 33.4s，赤緯-29° 7.31′ 18″。